# Hrabstwo Randolph (Missouri)
Hrabstwo Randolph (ang. Randolph County) – hrabstwo w stanie Missouri w Stanach Zjednoczonych.
Obszar całkowity hrabstwa obejmuje powierzchnię 487.65 mil2 (1 263 km²). Według danych z 2010 r. hrabstwo miało 25 414 mieszkańców. Hrabstwo powstało w 1829.

## Główne drogi
- U.S. Route 24
- U.S. Route 63
- Route 3

## Sąsiednie hrabstwa
- Hrabstwo Macon (północ)
- Hrabstwo Monroe (wschód)
- Hrabstwo Shelby (północny wschód)
- Hrabstwo Audrain, Hrabstwo Boone (południowy wschód)
- Hrabstwo Howard (południe)
- Hrabstwo Chariton (zachód)

## Miasta
- Clark
- Clifton Hill
- Higbee
- Huntsville
- Moberly

## Wioski
- Cairo
- Jacksonville
- Renick